# Графтън (окръг, Ню Хампшър)
Окръг Графтън (на английски: Grafton County) е окръг в щата Ню Хампшър, Съединени американски щати. Площта му е 4532 km², а населението е 91 118 души (1 април 2020). Административен център е град Хейвърхил.